# Casa Patxot
La Casa Patxot, de Rafael Patxot i Jubert (1872-1964), és una obra noucentista de l'arquitecte Albert Juan i Torner protegida com a bé cultural d'interès local de Sant Feliu de Guíxols (Baix Empordà).

## Descripció
És un edifici de grans dimensions, que fa cantonada entre la Rambla del Portalet i el Passeig de Mar. Consta de planta baixa i dos pisos. La façana principal, orientada al mar, presenta a la planta baixa una porta d'accés amb motllures ornamentals de tipus vegetal. Hi ha quatre obertures rectangulars a la banda esquerra i una a la dreta. El primer pis té obertures rectangulars: dos balcons d'una obertura a la banda esquerra de la porta d'accés i un cantoner amb una obertura al passeig. Al segon pis hi ha tres grans finestres seguides d'arc carpanell, centrades, i dues més petites als extrems. L'edifici es corona amb un gran plafó de ceràmica emmarcat en pedra i d'acabament sinuós a la part superior. Hi apareix un rellotge de sol amb referències astrològiques i al·legories de les feines del camp i de la mar, així com la inscripció «lo ritme van seguint les estrelles» amb la data del 1920. La resta de la construcció es corona amb un gran ràfec de fusta coberta de teula amb un petit terrat on s'eleva una torratxa amb coberta de ceràmica. La façana de la Rambla del Portalet és d'una estructura similar però més senzilla. L'edifici conserva interiors d'interès, amb elements decoratius noucentistes (vidres, barana, etc.)

## Història

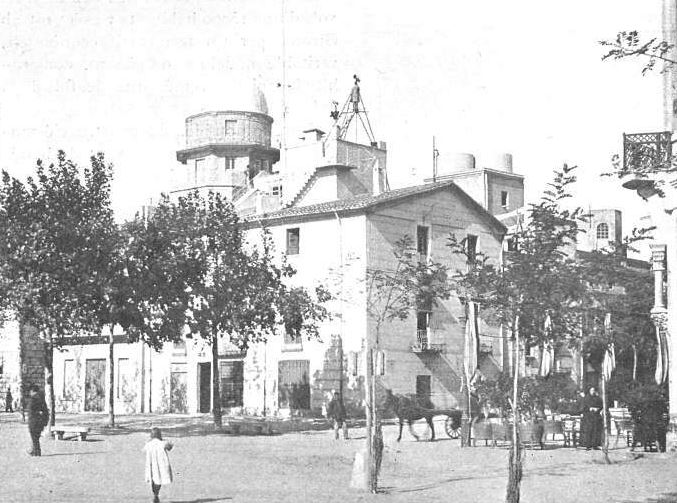
Antiga casa amb l'observatori (1905)

La casa Patxot va ser bastida entre els anys 1917 i 1920 per l'arquitecte Albert Juan i Torner, rehabilitant la casa pairal dels Patxot. El propietari, Rafael Patxot i Jubert, meteoròleg, bibliòfil i escriptor, fill d'una família d'industrials surers, es dedicà al mecenatge en diversos àmbits de la cultura catalana. A la coberta de la casa hi havia col·locat un observatori al que fa referència la decoració de la nova construcció.